# Santa Rosa de Cabal
Santa Rosa de Cabal è un comune della Colombia facente parte del dipartimento di Risaralda.
L'abitato venne fondato da un gruppo di coloni guidato da Fermín López tra il 1843 e il 1844, mentre l'istituzione del comune è del 13 ottobre 1853.